# ジョアンナ・ロウセル
ジョアンナ・ロウセル MBE（Joanna Rowsell MBE、1988年12月5日 - ）は、イングランド・グレーター・ロンドン、サットン出身の女子自転車競技選手。

## 来歴
トラックレースを主体に、ロードレースでも活動する兼用選手。
2008年
- トラックレース世界選手権
  -  ウェンディ・フーヴナゲル、レベッカ・ロメロとのトリオで挑んだ団体追抜で優勝し、同大会同種目初代優勝メンバーとして名を連ねた。
- ヨーロッパ自転車競技選手権大会（以下、欧州選手権）
  - 団体追抜・U23部門 優勝
- UCIトラックワールドカップ2008-2009
  - マンチェスター - 団体追抜 優勝
  - メルボルン - 個人追抜 & 団体追抜 優勝

2009年
- UCIトラックワールドカップ2008-2009
  - コペンハーゲン - 団体追抜 優勝
- トラックレース世界選手権
  -  団体追抜 優勝（+ ウェンディ・フーヴナゲル、エリザベス・アーミステッド）

2010年
- トラックレース世界選手権
  - 団体追抜 2位

2011年
- UCIトラックワールドカップ2010-2011
  - マンチェスター - 団体追抜 優勝
- 欧州選手権
  - 団体追抜 優勝（+ ダニエル・キング、ローラ・トロット）

2012年
- UCIトラックワールドカップ2011-2012
  - ロンドン - 団体追抜 優勝
- トラックレース世界選手権
  -  団体追抜では、ローラ・トロット、ダニエル・キングとともに出場。予選・3分16秒850、決勝・3分15秒720と、いずれも世界新記録を樹立して優勝に貢献。
- ロンドンオリンピック・団体追抜においても、ローラ・トロット、ダニエル・キングとともに出場。予選・3分15秒669、1回戦・3分14秒682、決勝・3分14秒051と、いずれも世界新記録を樹立して金メダル獲得に貢献。